# سازشناسی

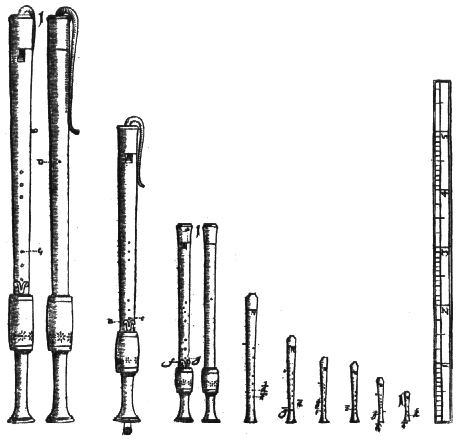
عکس مرتبط.

«سازشناسی» یا «ارگانولوژی» علم شناخت، بررسی و طبقه‌بندی سازهای موسیقی است.
سازها را معمولاً به گونه‌های مختلف طبقه‌بندی می‌کنند که یکی از تقسیم‌بندی‌های متداول به شیوه زیر است:
- سازهای زهی: (سازهای زهی آرشه‌ای، سازهای زهی زخمه‌ای)
- سازهای بادی: (سازهای بادی چوبی، سازهای بادی برنجی)
- سازهای کوبه‌ای (سازهای ضربی)
- سازهای صفحه‌کلیددار
- سازهای الکترونیک (ساز موسیقی الکترونیک)